# Cedarbrand

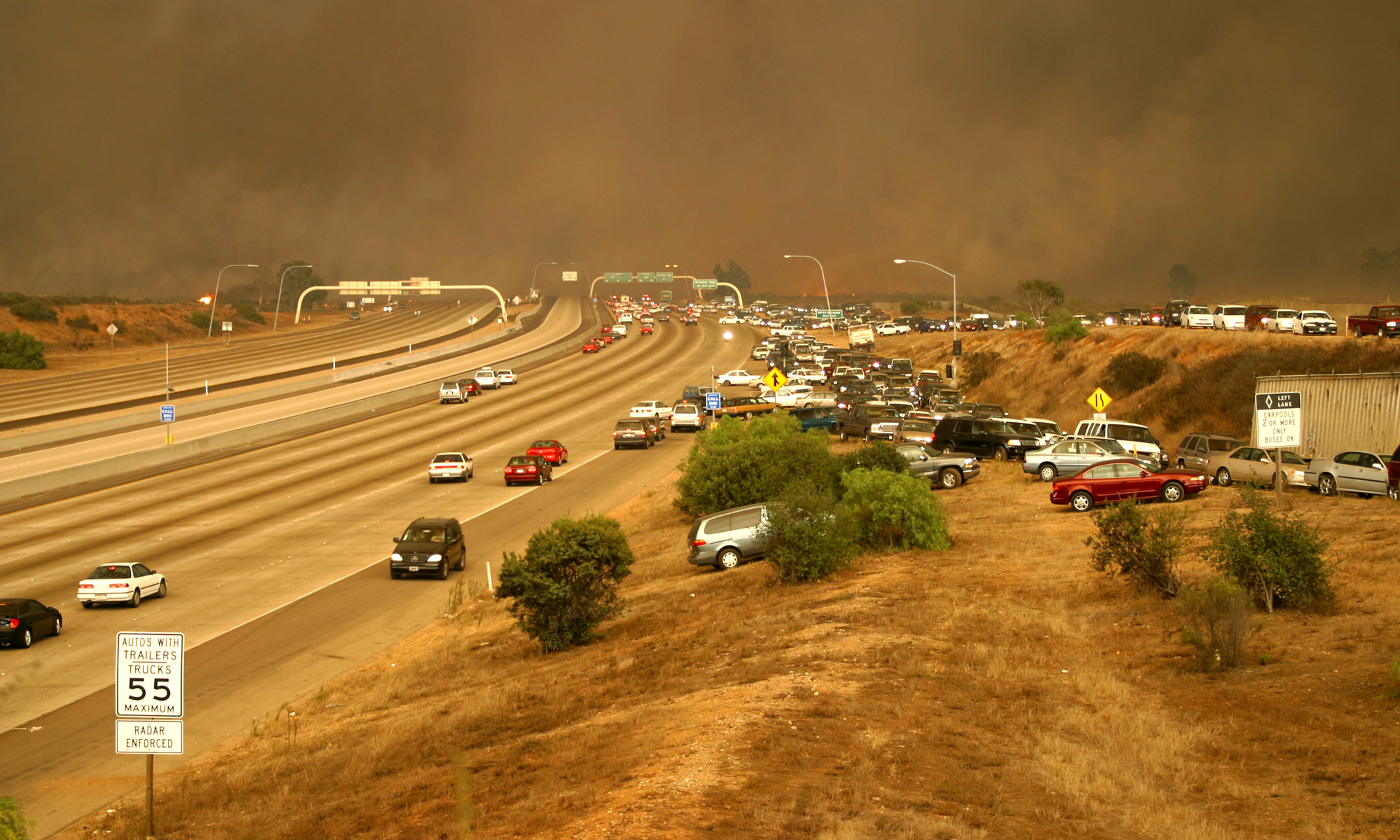
Auto's ontsnappen uit Interstate 15 terwijl de bosbrand de snelweg kruist.

De Cedarbrand (Engels: Cedar Fire) was een destructieve natuurbrand in San Diego County in de Amerikaanse staat Californië. De bosbrand brandde van oktober tot november 2003 door 1.106 km2 land en was daarmee een van de ergste natuurbranden in Californië. 15 mensen stierven, waaronder een brandweerman. De brand kostte de staat minstens 1,3 miljard dollar.